# Cordemais
 Cordemais  es una población y comuna francesa, situada en la región de Países del Loira, departamento de Loira Atlántico, en el distrito de Nantes y cantón de Saint-Étienne-de-Montluc.

## Demografía
| 1360 | 1439 | 1817 | 2004 | 2374 | 2515 |
| Para los censos de 1962 a 1999 la población legal corresponde a la población sin duplicidades (Fuente: INSEE [Consultar]) |      |      |      |      |      |